# Skip Barber
John „Skip“ Barber (* 16. November 1936 in Philadelphia, Pennsylvania) ist ein ehemaliger US-amerikanischer Automobilrennfahrer.

## Karriere
Skip, eigentlich John Barber, kam relativ spät in den Motorsport. Er begann seine Karriere in der US-amerikanischen Formel-Ford-Meisterschaft, an der er in den Jahren 1969 bis 1970 teilnahm. 1970 gewann er die Meisterschaft knapp. In Europa war er völlig unbekannt, als er 1971 mit einem von Gene Mason Racing eingesetzten March 711 in die Formel 1 kam. Sein Debüt gab er beim Großen Preis der Niederlande in Zandvoort. Er startete vom 24. Startplatz und konnte sich nicht klassifizieren. Zwei weitere Starts 1971 folgten. Er beteiligte sich, ebenfalls erfolglos, bei den Rennen in Kanada und beim Großen Preis der USA in Watkins Glen.
Einziger zählbarer Erfolg in diesem Jahr blieb ein sechster Platz bei einem nicht zur Weltmeisterschaft zählenden Rennen in Hockenheim, der Jochen-Rindt-Trophy. 1972 trat er erneut bei zwei Rennen der Formel-1-Weltmeisterschaft an, in Kanada und in den USA. Dort erreichte er auch mit Rang 16 sein bestes Resultat in einem Weltmeisterschaftslauf.
Nach seinem Rücktritt eröffnete er eine Rennfahrer-Schule in den USA, die heute als eine der besten der Welt gilt. Seine Verbindungen zum schwedischen Autobauer Saab ermöglichten auch die Etablierung einer eigenen Rennserie – der Barber Dodge Pro Series.

## Statistik

### Statistik in der Automobil-Weltmeisterschaft

#### Einzelergebnisse
| Saison | 1 | 2 | 3  | 4 | 5 | 6 | 7   | 8 | 9 | 10 | 11 | 12 |
| ------ | - | - | -- | - | - | - | --- | - | - | -- | -- | -- |
| 1971   |   |   |    |   |   |   |     |   |   |    |    |    |
|        |   |   | NC |   |   |   | DNF |   |   | NC |    |    |
| 1972   |   |   |    |   |   |   |     |   |   |    |    |    |
|        |   |   |    |   |   |   |     |   |   | NC | 16 |    |

### Einzelergebnisse in der Sportwagen-Weltmeisterschaft
| Saison | Team         | Rennwagen           | 1   | 2   | 3   | 4   | 5   | 6   | 7   | 8   | 9   | 10  | 11  | 12  | 13  | 14  | 15  | 16  | 17  | 18  | 19  | 20  |
| ------ | ------------ | ------------------- | --- | --- | --- | --- | --- | --- | --- | --- | --- | --- | --- | --- | --- | --- | --- | --- | --- | --- | --- | --- |
| 1965   | Skip Barber  | Lotus 23            | DAY | SEB | BOL | MON | MON | RTT | TAR | SPA | NÜR | MUG | ROS | LEM | REI | BOZ | FRE | CCE | OVI | NÜR | BRI | BRI |
| 1965   | Skip Barber  | Lotus 23            |     |     |     |     |     |     |     |     |     |     |     |     |     |     |     |     | DNF |     |     |     |
| 1971   | Baker Motor  | Lola T212           | BUA | DAY | SEB | BRH | MON | SPA | TAR | NÜR | LEM | ZEL | WAT |     |     |     |     |     |     |     |     |     |
| 1971   | Baker Motor  | Lola T212           |     |     |     |     |     |     |     | DNF |     |     |     |     |     |     |     |     |     |     |     |     |
| 1974   | Bob Hagestad | Porsche Carrera RSR | MON | SPA | NÜR | IMO | LEM | ZEL | WAT | LEC | BRH | KYA |     |     |     |     |     |     |     |     |     |     |
| 1974   | Bob Hagestad | Porsche Carrera RSR |     |     |     | DNF |     |     |     |     |     |     |     |     |     |     |     |     |     |     |     |     |